# Sant Cebrià de Vallalta
Sant Cebrià de Vallalta est une commune de la province de Barcelone, en Catalogne, en Espagne, de la comarque de Maresme

## Jumelage
La ville est jumelée avec Saint Cyprien (Catalogne nord, France)